# Betina Jozami
Betina Jozami (Paraná, 8 de setembro de 1988) é uma ex-tenista profissional argentina.